# Criptorquidia

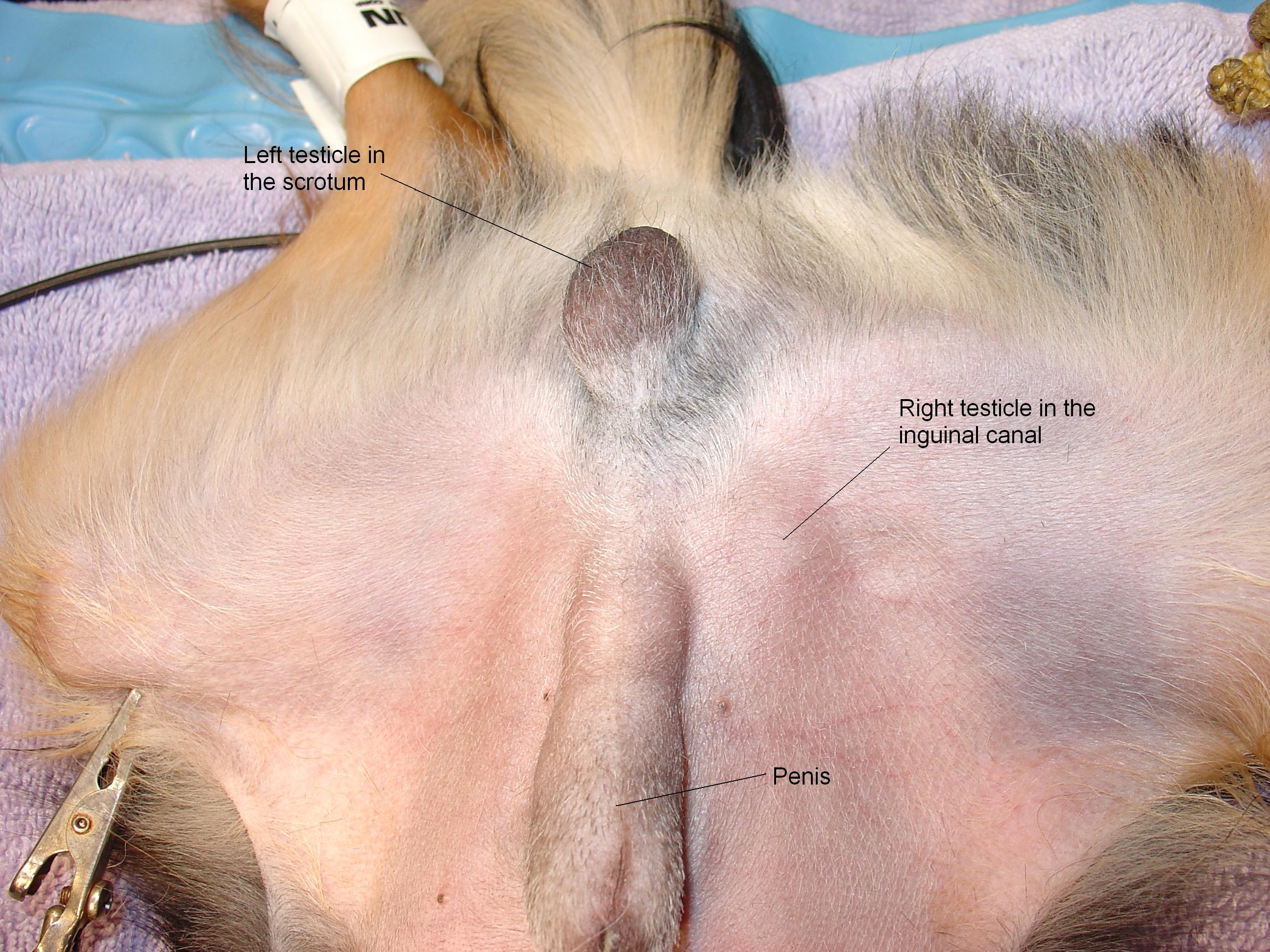
Criptorquidia inguinal derecha en un Chihuahua (perro) justo antes de la cirugía. A la derecha se puede ver donde se encuentra el testículo inguinal.

La criptorquidia es un trastorno del desarrollo en los mamíferos que consiste en el descenso incompleto de uno o ambos testículos a través del canal inguinal hacia el escroto. El término procede del griego κρυπτός “kryptós” (escondido) y ορχίς “orjís” (testículo).

## Fisiología

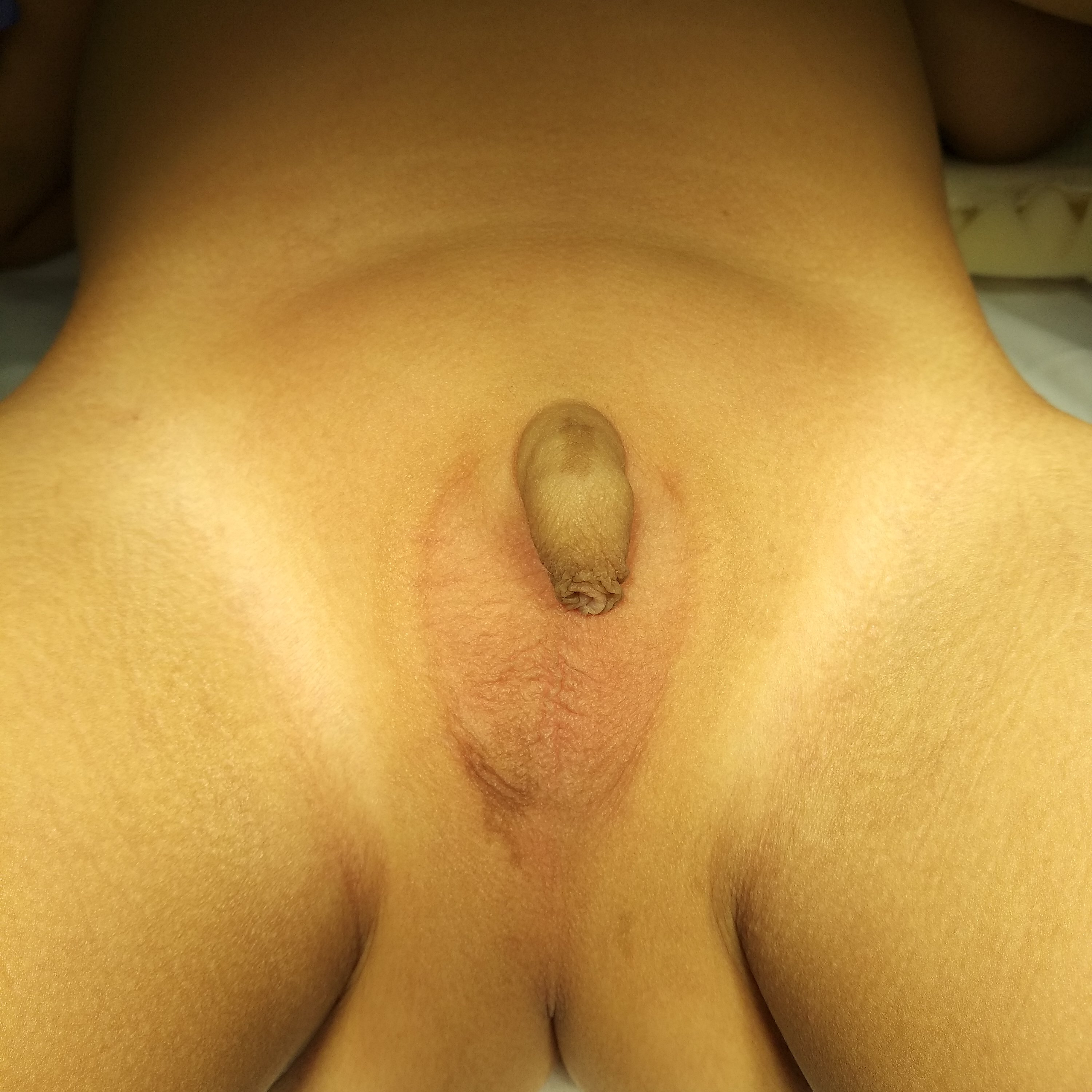
Escroto hipoplásico, un hallazgo exploratorio característico de los pacientes con criptorquidia.

El descenso testicular por el canal inguinal comienza a observarse a partir de la octava semana tras la concepción, estando totalmente completado el proceso a las 40 semanas. El descenso testicular tiene lugar en dos fases:
1. El testículo desciende desde la posición en el interior del abdomen hasta el anillo inguinal interno. El proceso termina en la semana 12 de gestación, quedándose en este estado hasta las semanas 26-28. Se trata de un proceso que no es dependiente del nivel de andrógenos.
2. Es en la segunda fase cuando el testículo desciende hacia el escroto. Sucede en el tercer trimestre de embarazo pudiéndose también dar en los primeros meses tras el parto. En este caso, es un proceso dependiente de andrógenos.[1]

## Tratamiento y pronóstico

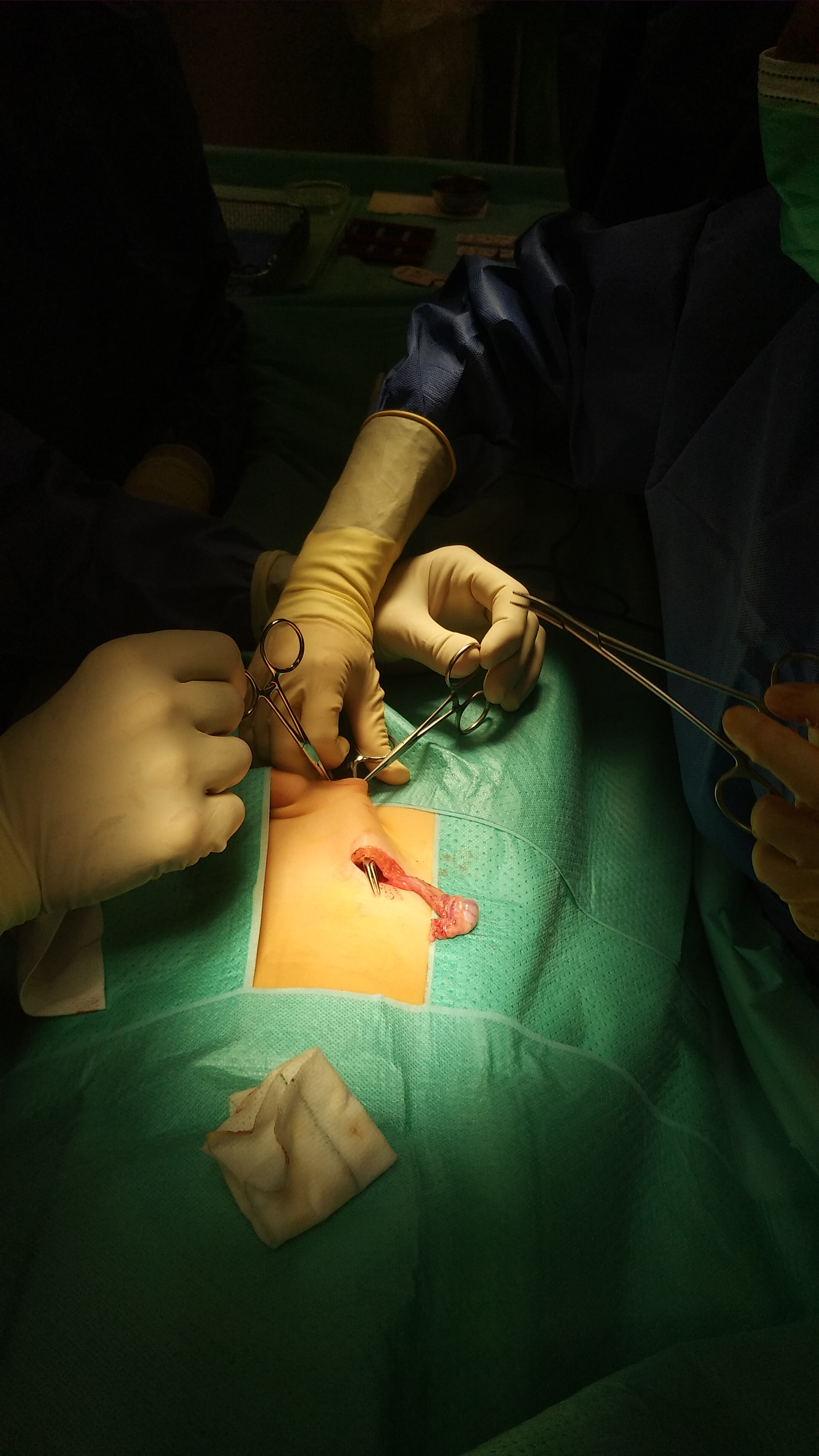
Cirugía de corrección de criptorquidia (orquidopexia). La imagen muestra un testículo en localización inguinal, liberado, y un instrumento quirúrgico preparando el camino para el descenso del testículo hasta la bolsa escrotal.

Dado que la bolsa cumple la función de mantener los órganos separados del resto del abdomen pues son muy sensibles a la temperatura, la criptorquidia debe diagnosticarse tempranamente y resolverse lo más pronto posible, preferiblemente en la infancia, entre los 6 a 9 meses de edad. La mayoría de los casos reciben tratamientos hormonales o quirúrgicos.
Si no se atiende de manera oportuna, pueden surgir una serie de complicaciones o riesgos asociados a la criptorquidia:
- Problemas de fertilidad (esterilidad ): para que se formen correctamente los espermatozoides los testículos deben estar a una temperatura inferior que la temperatura corporal (menos de 36,5 °C), de ahí su localización normal en la bolsa escrotal. Pero en este caso, las temperaturas altas de la cavidad pélvica destruyen las células que participan en las etapas iniciales de la espermatogénesis.[2] Aunque la cirugía no revierte completamente esta complicación, sí mejora significativamente la fertilidad. Por otra parte, los testículos criptorquídicos suelen presentar una disociación total o parcial de la vía espermática.[3]

- Malignización: la criptorquidia incrementa en cuatro o cinco veces el riesgo de cáncer de testículo (seminoma) respecto a la población sin este problema. Además, debido a la dificultad para palpar el testículo este cáncer se diagnostica más tarde.

- Hernia inguinal: por la alteración del canal inguinal.

- Torsión testicular: se trata de un problema en el que el testículo puede girar sobre sí mismo y producir una interrupción de la llegada de sangre al testículo por los vasos sanguíneos, dando lugar a muerte celular y necrosis testicular. Esta torsión es más frecuente en niños con criptorquidia.

- Menor tamaño testicular: debido a la criptorquidia pueden presentar un crecimiento anormal.

- Efectos psicológicos del “escroto vacío” en el adolescente y adulto.

En ciertas especies como el perro, la criptorquidia es hereditaria y por ese motivo los ejemplares que la padecen son descartados para la reproducción.

## Etiología
Si nos basamos en la hipótesis de que los compuestos medioambientales pueden inducir criptorquidia, son de relevancia analizar los datos de exposición y acúmulo de compuestos químicos organoclorados (DDT/DDE) y otros pesticidas en el cordón umbilical, en la placenta y en la leche materna. A dichos compuestos es atribuida una actividad hormonal anormal durante el desarrollo genitourinario del individuo varón.

## Criptorquidia en equinos
La criptorquidia es una condición que afecta a cualquier especie y puede tener implicaciones en la salud y la reproducción del animal, es de mucha frecuencia en esta especie equina.
La criptorquidia en los caballos se empieza a sospechar luego de los 9 meses de edad y puede afectar tanto a caballos enteros como a los caballos castrados y se les conoce como “caballo criptorquido”.
Un error común en la práctica, al caballo castrado solo le extraen el testículo descendido haciendo una «falsa castración» o «hemi – castración» y se queda a la espera que el otro testículo descienda para continuar con la completa castración. En realidad, dicho tiempo de espera solo termina afectando la capacidad de reproducción y el comportamiento del caballo.
Cuando solo un testículo queda retenido es una criptorquidia unilateral o un «caballo monorquido» y cuando ambos testículos quedan retenidos es una criptorquidia bilateral o un «caballo criptorquido». Los testículos en lugar de ubicarse en su posición normal qué sería en el escroto, estos, permanecen en el abdomen y se le llama “criptorquidia abdominal” o pueden permanecer en la ingle lo que se conoce como “criptorquidia inguinal”.
Se indica si un caballo es criptorquido al no sentir uno o ambos testículos en el escroto y se complementa con una ecografia hacia la región inguinal y región abdominal para buscar la ubicación del testículo o testículos no descendidos. En algunos casos, también se ayuda al diagnostico del caballo criptorquido a través de la palpación rectal pero no todos los machos se dejan hacer esta prueba diagnostica.

El tratamiento para el caballo criptorquido consiste en la aplicacion farmacologica de hormonas o realizar directamente una cirugia conocida como «orquiectomía». La cirugía conocida como “orquiectomía”, se realiza bajo anestesia general y consiste en la extracción de ambos testículos del animal, por medio de una incisión en el abdomen o la ingle ya que ahí se encuentra el testículo o los testículos no descendidos. En términos generales, el caballo termina siendo esterilizado o «Castrado» con el fin de eliminar la capacidad de reproducción del caballo y mejorar su comportamiento y rendimiento en las actividades como la equitación o el trabajo en el campo.

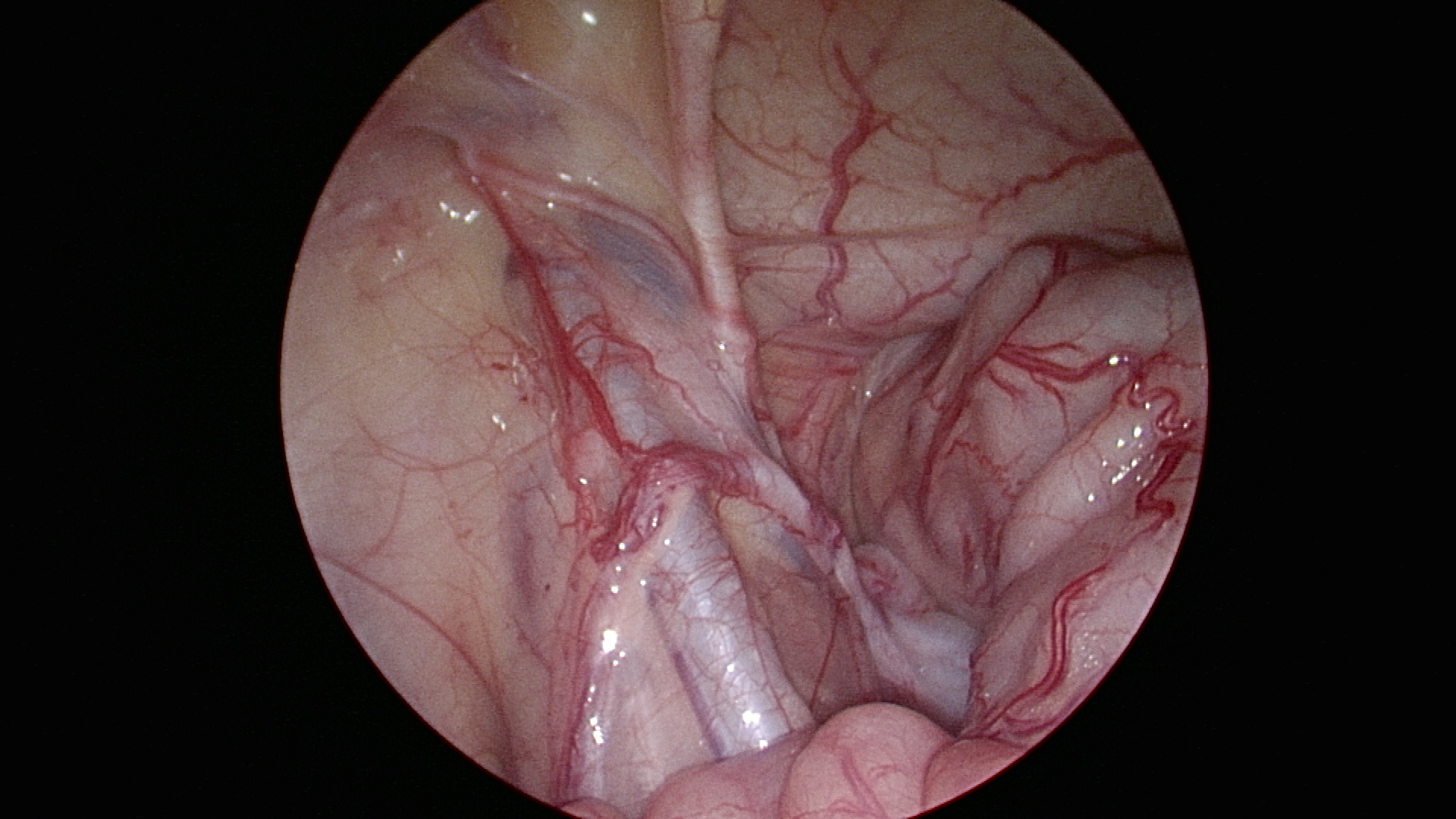
Testículo intraabdominal, identificado durante una laparoscopia exploradora realizada en un paciente de 1 año de edad por testículo no palpable. Se observa una disociación completa de la vía espermática, hallazgo característico de la criptorquidia.